# Black Hawk-kriget
Black Hawk-kriget (engelska: Black Hawk War) bröt ut 1832, när Sauk- och Mesquakie-indianer under Black Hawk återvände till sin gamla huvudstad Saukenak, dagens Rock Island i västra Illinois.

## Historia
Saukenakhade bebotts av Sauk- och Mesquakie-indianer sedan 1730, och hade som mest haft flera tusen invånare. Området avstods av indianerna redan i St. Louis 1804, men de brittiskvänliga Sauk- och Mesquakie-indianerna vägrade att lämna staden och besegrade under 1812 års krig två gånger amerikanska styrkor.
Det var först i slutet på 1820-talet som vita nybyggare slog sig ned i västra Illinois i större antal och 1831 tvingades Sauk och Mesquakie-indianerna att bosätta sig på reservat i nuvarande Iowa. Det var president Andrew Jacksons politik att alla indianer i Förenta Staterna skulle flyttas väster om Mississippi. Denna politik stadfästes av USA:s kongress genom Indian Removal Act.
När den probrittiske krigaren Black Hawk 1832 ledde 1 500 följeslagare, huvudsakligen kvinnor och barn, tillbaka till östra sidan av Mississippi utbröt panik bland de amerikanska nybyggarna. Amerikanska styrkor angrep gruppen som flydde till Wisconsin. När de efter tre månader förföljelse försökte gå över Mississippifloden och återvända till det land som var anvisat dem, angreps de av amerikanska trupper och siouxindianer vid Bad Axe River den 2 augusti 1832 och hundratals män, kvinnor och barn dödades.